# Hippodrome de Calcutta
L’hippodrome de Calcutta (en bengali : কলকাতা রেসকোর্স, en hindi : कलकत्ता रेसकोर्स, et en anglais : Kolkata Race Course) est un vaste champ de courses hippiques situé dans la partie méridionale du Maidan de Calcutta. Premier hippodrome construit dans l’Inde britannique (en 1819) il est toujours, avec son terrain de polo, le plus grand et important centre d’activités hippiques de l’Inde contemporaine.

## Histoire
Il semble bien que les premières courses de chevaux aient eu lieu en 1769 dans les jardins du raja d’Oudh – déposé par les Anglais et en exil à Calcutta - dont les descendants occupaient le palais dans la région d’Akra, aujourd’hui Garden Reach, au sud de Calcutta. L’hippodrome était certainement modeste car seuls quatre chevaux pouvaient courir à la fois. En 1798 les courses furent interdites par Lord Wellestey, réformiste puritain.
Cinq ans plus tard les courses reprennent, cette fois sous l’égide d’une association nouvellement créée, le ‘Bengal Jockey club’, et le champ de courses se déplace en 1809  vers le Maidan, où il se trouve encore aujourd’hui. Les courses avaient lieu tôt le matin et étaient suivies d’un somptueux breakfast. Elles étaient déjà notoirement connues et leurs résultats étaient publiés dans la presse locale, et même londonienne. La tribune est construite en 1819.
La course la plus célèbre, le ‘Calcutta Derby Stakes’, premier ‘derby’ du sous-continent indien, fut disputée en 1842: quarante participants. Avec la coupe le vainqueur recevait 5000 Rs, une somme colossale à l’époque. Elle devint la ‘Viceroy cup’ en 1856 et changea plusieurs fois de nom, pour être disputée aujourd’hui sous le nom de ‘Élisabeth II cup’. En 1847 fut fondé le ‘Calcutta Turf Club’ qui gère encore aujourd’hui l’hippodrome et ses activités, et fait pratiquement la loi dans le domaine des courses hippiques de l’Inde.

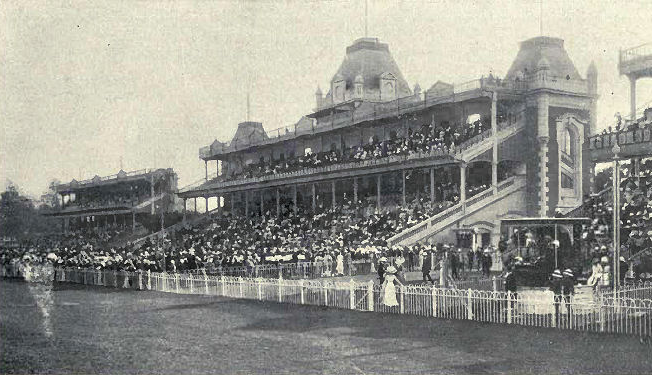
La grande tribune, le jour de la 'Coupe du Viceroi' (vers 1910)

Le ‘Pari mutuel’ fut introduit en 1872 et la première ‘saison de mousson’ fut inaugurée en 1879 sur une piste adaptée au temps pluvieux. À partir de 1880 les courses eurent lieu l’après-midi.
Durant les années 1870 le steeple-chase devenant populaire à Calcutta il fut pris sous l’autorité du 'Calcutta Turf Club' en 1888 qui introduisit le ‘Grand National’ en 1895. La dernière course de ce type eut lieu en 1929.

## Courses
Les courses ont lieu du mois de juillet au mois de septembre (saison de la mousson) et de novembre à mars (hiver et printemps), généralement le samedi, mais également lors d’autres jours festifs. Les événements principaux, certains de grande ancienneté, sont la ‘Elizabeth II cup’, la ‘Governor’s cup’, l’India independence Cup’, et d’autres.